# Centrerend gebed
Een centrerend gebed is een vorm van christelijke meditatie die gericht is op het bereiken van een diepe, innerlijke stilte en eenwording met God. Het is een moderne praktijk die zijn wortels heeft in de contemplatieve tradities van het christendom, zoals die van de woestijnvaders en -moeders, de middeleeuwse mystici en de benedictijnse monniken.

## Geschiedenis
De term centrerend gebed werd in de jaren 70 gepopulariseerd door trappistenmonniken zoals Thomas Keating, William Meninger en Basil Pennington. Zij ontwikkelden deze methode als een manier om de contemplatieve gebedstraditie toegankelijker te maken voor moderne gelovigen.

## Praktijk
Centrerend gebed omvat meestal de volgende stappen:
1. Kies een heilig woord: Dit woord, dat symbool staat voor de intentie om Gods aanwezigheid en handelen te aanvaarden, kan een kort woord of een eenvoudige zin zijn, zoals “vrede”, “liefde” of “God”.
2. Ga zitten in stilte: Neem een comfortabele houding aan en sluit je ogen. Ontspan je lichaam en geest.
3. Introduceer het heilige woord: Herhaal het heilige woord zachtjes en stil in je geest. Dit woord dient als een anker om je aandacht te richten en afleidingen los te laten.
4. Laat los: Wanneer je merkt dat je gedachten afdwalen, keer dan zachtjes terug naar het heilige woord zonder oordeel of frustratie.
5. Duur: De aanbevolen duur voor centrerend gebed is meestal 20 minuten, twee keer per dag.

## Doel en voordelen
Het doel van centrerend gebed is niet om iets te bereiken of te verkrijgen, maar om eenvoudigweg aanwezig te zijn bij God en open te staan voor Zijn liefde en leiding. De praktijk kan leiden tot een diepere innerlijke vrede, een groter gevoel van verbondenheid met God en anderen, en een versterking van de spirituele groei.

## Kritiek en controverses
Hoewel centrerend gebed door velen wordt gewaardeerd als een waardevolle spirituele praktijk, is het ook bekritiseerd door sommige christelijke groepen die het beschouwen als te sterk beïnvloed door oosterse meditatiepraktijken. Voorstanders benadrukken echter dat het stevig geworteld is in de christelijke traditie en bedoeld is als een manier om de relatie met God te verdiepen.